# Contea di Winton
La contea di Winton è una Local Government Area che si trova nel Queensland. Essa si estende su una superficie di 53.934,9 chilometri quadrati e ha una popolazione di 1.336 abitanti. La sede del consiglio si trova a Winton.